# Loreto (Ecuador)
Loreto è una parrocchia urbana dell'Ecuador, capoluogo dell'omonimo cantone, nella provincia di Orellana.